# Veinerville
Veinerville est un hameau situé dans la province d'Alberta, dans le comté de Cypress.